# Ноокат
Ноока́т (кирг. Ноокат), також Наукат, Ескі-Ноокат чи Іскі-Наукат — місто районного значення в Ошській області Киргизстану, адміністративний центр Ноокатського району. Одне з наймолодших міст Киргизстану.

## Етимологія назви
Назва поселення у перекладі з перської мови означає «густий чагарник» (Нов — чагарник, Кат — густий, багатошаровий).

## Географія
Місто розташоване в північно-східній частині Оської області на берегах річки Киргиз-Ата, 43 км на південний захід від міста Ош — обласного центру Оської області. Найближча залізнична станція розташована в місті Ош на відстані 46 км від міста. Відстань до найближчого аеропорту, який також розташований в місті Ош — 48 км. Через місто проходить автошлях Ош — Баткен — Ісфана.
Ноокат розташований на висоті 1802 м над рівнем моря. Зимовий період помірно теплий. Весна та осінь характеризується середнім рівнем опадів. Літо спекотне, з малою кількістю опадів.
Загальна площа міста - 3,26 км² і 148,6 га сільськогосподарських земель.
У сусідньому поселенні Джани-Ноокат є парк під назвою «Сахоба». Влітку мешканці Киргизстану часто відвідують цей парк.

### Клімат
Клімат континентальний, середня річна температура 10°С. Найспекотніший місяць липень (+24°C), а найхолодніший — січень (до -9°С). Рівень опадів у середньому 435 мм на рік. Найбільш дощовитий місяць квітень (60 мм опадів), а найсухіший — вересень (9 мм опадів).
| Клімат Ноокат                                   | Клімат Ноокат | Клімат Ноокат | Клімат Ноокат | Клімат Ноокат | Клімат Ноокат | Клімат Ноокат | Клімат Ноокат | Клімат Ноокат | Клімат Ноокат | Клімат Ноокат | Клімат Ноокат | Клімат Ноокат | Клімат Ноокат |
| Показник                                        | Січ.          | Лют.          | Бер.          | Квіт.         | Трав.         | Черв.         | Лип.          | Серп.         | Вер.          | Жовт.         | Лист.         | Груд.         |               |
| Середній максимум, °C                           | −4            | −3            | 15            | 24            | 26            | 29            | 32            | 32            | 29            | 20            | 11            | −3            |               |
| Середній мінімум, °C                            | −14           | −9            | −2            | 4             | 7             | 13            | 15            | 12            | 10            | 4             | −3            | −10           |               |
| Норма опадів, мм                                | 30            | 52            | 45            | 60            | 49            | 51            | 21            | 13            | 9             | 18            | 47            | 39            |               |
| ----------------------------------------------- | ------------- | ------------- | ------------- | ------------- | ------------- | ------------- | ------------- | ------------- | ------------- | ------------- | ------------- | ------------- | ------------- |
| Джерело: NASA Earth Observations Data Set Index |               |               |               |               |               |               |               |               |               |               |               |               |               |

## Історія
Поселення Ескі-Ноокат було утворене у 1823 році, з 2003 року поселення отримало статус міста.

## Населення
Згідно з переписом 2016 року, у місті мешкає 15 521 особи.
Національний склад населення міста:
- узбеки — 25%
- киргизи — 68%
- Інші — 7%

## Інфраструктура
У місті Ноокат відсутня каналізація (підготовлений проект з проведення каналізаційних мереж в Ноокаті).
Місто не газифіковане.
Функціонують 12 кондитерських цехів, 2 кузні, 8 швейних цехів, млин, 11 хлібобулочних цехів, макаронний цех, 11 меблевих цехів, 9 аптек, 3 банки, 3 базари, відділення зв'язку, кінотеатр.

## Спорт
У Ноокаті є кілька спортивних майданчиків (4 баскетбольні, 4 футбольні, 5 волейбольних) і 5 спортзалів.
У футбольній першості Киргизстана місто представляє футбольна команда «Ноокат».

## Освіта
У Ноокаті функціонують 2 садки, 4 середні школи, школа-інтернат, медресе (ісламська школа) «Атаназар Карі», філія Оського державного педагогічного інституту.

## Релігія
Приблизно 98% населення мусульмани. На території міста є 4 мечеті: «Абу Ханіфа», «Гаїб Ерон», «Маруфхон туру», «Курбон ота».

## Засоби масової інформації

### Газети
- «Ноокат Тані» з тиражем 2800 примірників, періодичність випуску раз на тиждень, киргизькою мовою
- «Сухбатдош» з тиражем в 1000 екземплярів, періодичність випуску раз на тиждень, узбецькою мовою